# (1279) Uganda
(1279) Uganda (1933 LB) — planetoida z pasa głównego asteroid okrążająca Słońce w ciągu 3 lat i 238 dni w średniej odległości 2,37 au. Została odkryta 15 czerwca 1933 roku w Union Observatory w Johannesburgu przez Cyrila Jacksona. Nazwa planetoidy pochodzi od Ugandy, kraju w Afryce. Przed nadaniem nazwy planetoida nosiła oznaczenie tymczasowe (1279) 1933 LB.